# Astichus mirus
Astichus mirus är en stekelart som först beskrevs av Girault 1920.  Astichus mirus ingår i släktet Astichus och familjen finglanssteklar. Inga underarter finns listade.